# 이얼 쿵후
《이얼 쿵후》(Yie Ar Kung-Fu, イー・アル・カンフー)는 코나미에서 1985년에 만든 비디오 게임이자 패미컴 게임이다. 대전 격투 게임이기도 하며 중국어로 이얼은 하나, 둘을 의미하니 굳이 해석을 하면 <<하나 둘 쿵후>>가 된다. 중국을 어지럽히는 챠한 일족을 응징한다는 내용과 단순히 무술대회에서 우승한다는 내용의 두 가지의 내용을 담고 있다. 스테이지별에 상대는 5~8명이지만 다 무찌른 뒤엔 다시 처음부터 돌아가서 상대해야 하는 무한 방식의 스테이지를 가진 게임이라고 할 수 있다.

## 게임의 줄거리
어느 옛날의 중국에 평화롭던 시절에 갑자기 난데없는 챠한 일족들이 침략하여 중국을 어지럽힌다. 정의의 LEE는 이런 챠한 일족이 중국을 어지럽히는걸 용서못해 발벋고 나섰으며 차햔 일족과 맞서싸운다는 내용을 담고 있다.

## 이얼 쿵후의 등장캐릭터
이얼 쿵후의 등장캐릭터는 아케이트판에서 산속 스테이지,소림사 스테이지,패미컴판,MSX판 2편으로 나뉜다.

### 아케이트판
아케이트판은 산속 스테이지와 소림사 스테이지의 두개로 나뉘어서 등장인물이 나온다.

### 산속 스테이지의 등장인물
- . Oolong: 아케이드 작품의 주인공이자 아케이드판에서 플레이어가 직접 조종하는 등장인물이다.
- . Buchu:기본공격과 슈퍼맨처럼 날아오르는 공격밖에 없다. 상단 발차기를 하는 도중에 고간부위를 맞으면 눈이 커지며 니하오를 외치기도 한다.
- . Star:주로 수리검을 던지는 위주로 공격하는데 상단과 하단을 나눠서 던진다.
- . Nuncha:쌍절곤을 쓰며 인공지능이 좋은편이다.
- . Pole:봉으로 상단과 하단을 공격한다.
- . Feedle:분신술을 써서 여러명이 끝없이 나와 공격하지만 그냥 주먹공격밖에 없으며 한대만 맞아도 쓰러지는 허약함을 가지고 있어 다른 스테이지보다 난이도가 쉬운편이다. 당시의 플레이어들 사이에선 보너스 스테이지로 취급받기도 했다.

### 소림사 스테이지
- . Chain:쇠사슬을 위와 아래로 공격하는데 리치가 길어서 상당히 까다롭다.
- . Club:곤봉과 방패를 가지고 있으며 곤봉공격은 평범하지만 문제는 플레이어의 공격을 방패로 막기 때문에 단순한 공격보단 허를 찌르는 공격을 해야 이길 수 있는 상대다. 이캐릭터를 얼마나 기만술로 잘속이냐에 따라 승패가 갈린다.
- . Fan:Star처럼 여자캐릭터이고 마찬가지로 장풍계 필살기를 사용하나 Star보단 훨씬 어려운 상대다. Ster는 수리검이 일직선상으로 날아오지만 이캐릭터는 부채가 불규칙한 궤도로 날아오기에 Star보다 훨씬 상대하기 까다롭다.
- . Sword:검으로 공격하는 캐릭터이며 상단 공격력이 우수하고 충격량이 높은 대신에 하단 방어력이 부실하여 허약하다.
- .Tonfun:톤파로 공격은 물론 방어까지하며 이캐릭터부터는 난이도가 상당히 어렵다. 주인공에게 뒤쳐지는 것이 없으며 속도,방어력,공격력,반격성,반응시간,인공지능이 모두 최상이라 그동안 잘해왔던 플레이어가 여기서 무릎을 꿇기도한다. 정말 상대하기 힘든 난적인만큼 세심하고 주의깊게 상대하며 허점을 보이지 않아야 이길 수 있는 상대다.
- .Blues:주인공이자 플레이어인 Oolong와 똑같지만 인공지능을 포함한 모든 능력치수가 압도적으로 높은 난적이다. 특히 어느 정도 체력이 고갈됐을 때부터 나오는 발차기연발이 위협적이며 한번 맞으면 대부분 끝까지 맞기에 정말 힘든 난적이다. 이캐릭터에게 최소한 허점을 보이지 않고 난타를 당하지 않아야만 이캐릭터를 이길 수 있다. 극강의 난이도를 자랑하는 캐릭터이다.

### 패미컴판
MSX/패미컴판은 스토리가 단순히 무술대회에서 우승하는 것을 넘어 중국을 어지럽히는 챠한 일족을 물리친다는 내용으로 확대변경됐으며 등장인물설정에 변화가 생겼다.
- . LEE:이작품의 주인공이자 플레이어가 직접 조종하는 캐릭터이다. 후술할 Lee-Young의 아버지가 되는 캐릭터이다.
- . WANG:봉을 이용한 공격과 발차기등이 있는 캐릭터이다.
- . TAO:대전격계에 사상 최초의 장풍공격 캐릭터로 위와 아래로 불을 뿜는 공격을 하는 캐릭터이다. 불은 공격시간에 맞춰 상/중/하로 맞춰서 공격하면 파괴가 가능하고 모양새만 놓고보면 아케이드판인 Feedle와 비슷한 캐릭터이다.
- . CHEN:쇠사슬공격을 하며 처음하는 사람에겐 정말 어려운 상대이다. 쇠사슬공격은 공격시간에 맞춰 무효화할 수 있으나 쇠사슬은 다시 되돌아올때도 공격판정이 있으니 조심해야한다. 중간에서 약간 앞으로 나간 상태에서 몰아붙여 하단 공격을 하는 것으로 이길 수 있는 상대이다.
- . LANG:수리검공격을 하지만 마찬가지로 파괴할 수 있다. 아케이드판의 Star과 똑같은 여자캐릭터이며 그로 인해 Star과 생김새도 거의 똑같다. 주먹공격이 유효하며 CHEN과 마찬가지로 적절한 위치에서 주먹질해주면 알아서 맞아준다. 하나 MSX판에선 생김새도 확 달라지고 난이도도 패미컴판에 비해서 훨씬 높으니 항상 주의해야한다.
- . MU:의문의 무사이며 무기를 전혀 가지지 않고 아케이드판의 Buchu처럼 날라다니는 공격을 한다. 그래서 Buchu와 생김새와 외모도 판박이인 캐릭터이다. 마지막 상대답게 절대로 쉬운 상대가 아니다.

### MSX판 2편
- . Lee-Young:전작의 주인공이 아들이며 이 게임의 주인공이자 플레이어이다. 전작에 비해 기술이 미묘하게 다르며 날아차기는 전작보다 훨씬 쉬워졌지만 전작에서 자주 쓰였던 앉아서 하단 발차기가 삭제됐기에 앉아서 적을 공격하는 변칙적인 플레이가 불가능해졌다.

- . Yen-Pei:머리카락의 공격방식은 쇠사슬을 사용하던 전작의 CHEN과 비슷한 캐릭터이다.
- . Lan-Fang:이캐릭터는 아케이드판의 Fan과 비슷하다. 부채공격을 하며 부채보다는 가까이 접근했을 때 나오는 핀치연타를 특별히 조심해야한다. 확실히 난이도는 이전 스테이지에 비해 높으니 주의해서 상대해야 한다.
- . Po-Chin:이캐릭터는 방귀를 이용한 공격을 하는 특수한 형태의 공격을 하는 캐릭터로 방귀에 맞으면 일정시간동안엔 플레이어가 마비되어 공격3방을 그냥 허용해야되기에 이캐릭터가 내뿜는 방귀를 조심해야한다. 이점 때문에 상대난이도도 높은 어렵고 까다로운 난적중에 하나이다.
- . Wen-Hu:가면을 이용한 공격을 하며 가면이 제멋대로 움직이며 주인공을 공격하기에 정말 어려운 난적이다.
- . Wei-Chin:부메랑공격을 하며 역시 정말 상대하기힘든 난적이다.
- . Mei-Ling:단검공격을 하며 여성캐릭터이다. 이스테이지부턴 주인공이 공격받았을시 공격충격량이 상승하니 정말 조심해야한다. 역시나 상대하기힘든 난적이다.
- . Han-Chen:폭탄공격을 하며 날아오는 궤도가 포물선이라 파괴하기도 어려우며 주인공을 뒤로 밀어내는 특징까지 있다. 폭탄도 무섭지만 이캐릭터의 인공지능과 발차기공격에 대한 보상과 판정도 장난이 아니기에 정말 이기기힘든 난적이다.
- . Li-Gen:번개공격을 하며 이얼 쿵푸 시리즈를 통틀어 가장 상대하기힘든 난적중에 난적이다. 신선 또는 도인을 연상시키며 번개는 어느 정도는 주인공을 조준하지만 날아오는 각도가 제멋대로인데다 파괴가 불가능이다. 게다가 체력을 떨어뜨리는 공격을 맞출수록 번개속도마저 빨라지니 정말 껄끄러운 상대가 될수밖에 없다. 그리고 화면 끝에서 끝으로 순간이동도 하기에 공격 기회를 잡는 것도 어렵다. 이적은 이얼 쿵푸의 모든 시리즈를 통틀어 최상최고의 난이도를 자랑하는 이얼 쿵푸에 최고의 난적이다.

## 이얼 쿵후의 보너스 스테이지
이얼 쿵후에는 보너스 스테이지가 있으며 단검과 장신구등을 맞추며 점수를 획득할 수 있다. 일정시간이 있으며 장신구에 맞으면 바로 보너스 스테이지는 종료되며 주인공이 고꾸라진다.

## 게임에 대한 총평
지금은 고전오락이지만 정말 명작이며 당대의 어린이들에게 인기많던 액션 게임이자 대전 격투 게임이었다.